# Acalolepta albosparsuta
Acalolepta albosparsuta là một loài bọ cánh cứng trong họ Cerambycidae.